# المحكمة (فلم)
المحكمة هو فيلم دراما مصري من إخراج محمد أمين وبطولة غادة عادل، ومحمود عبد المغني، وفتحي عبد الوهاب، وصلاح عبد الله وجميلة عوض.
في إطار اليوم الواحد تدور أحداث الفيلم حول مجموعة من القضايا التي تقع أحداثها داخل المحكمة، وكيف يحاول أبطالها التعايش معها، وحل مشاكلهم.
عرض الفيلم في 24 نوفمبر 2021.

## ملخص الفيلم
يضم العديد من القضايا المهمة ومن واقع المجتمع، وتسليط الضوء على الكثير من المشكلات في المجتمعات العربية، وجميع الأحداث تدور في يوم واحد ومكان واحد وهو المحكمة، ونشاهد قضايا الكثير من الناس، ولكل بطل الخط الخاص به، وهناك 6 قضايا جنائية يسلط الفيلم الضوء عليها وهم قضايا مدنية، ومحكمة أسرة، واغتصاب، وميراث، وتحول جنسي.

## بطولة

### تمثيل
| - غادة عادل - فتحي عبد الوهاب - يسرا اللوزي - نجلاء بدر - جميلة عوض: (عاليا - فتاة متحولة جنسيا) - صلاح عبد الله - كريم عفيفي (عصام - محامى) - أحمد داش (مغتصب) | - مايان السيد - ليلى أحمد زاهر - سليمان عيد - محمد علي رزق - عارفة عبد الرسول - إيمان السيد (ام عصام) - حنان سليمان | - إنجي علي - أحمد خالد صالح - سلوى عثمان - علاء زينهم (والد عصام) - سيف حميده: (صلاح) - إسماعيل فرغلي - محمد مهران |

| - أحمد السبكي: منتج - رضا السبكي: منتج فني - محمد أحمد السبكي: مشرف إنتاج - سيد زكريا: مدير إنتاج - محمد علي ميشو: مدير إداره انتاج - السبكي فيلم للإنتاج والتوزيع: منتج | - محمد أمين: مخرج - لمياء عادل: مخرج منفذ - طارق هارون: مساعد مخرج ثان - أحمد سامح: سكريبت حركة - هبة كمال: مساعد مخرج أول - إيهاب محمد علي: مدير التصوير | - كريم سهم: فوكس بوللر - أحمد خالد ماهر: كاميرا مان - سعيد سمارة: تصميم معارك - هاني فريد عبدالحي: مؤثرات خاصة - مها رشدي: مونتير - سامح سليمان: مونتاج وتصحيح الألوان | - طارق علوش: مكساج - عمرو علوش: المؤثرات الصوتية - مها بركة: ستايلست - خالد عبدالعزيز: ستايلست - سيد طلعت: ماكيير - طارق الفار: مصفف الشعر | - أحمد عبدالله: مؤلف - عمرو عاصم: دعاية - كريم السبكي: موزع - عمرو إسماعيل: موسيقى تصويرية - سامح الخولي: مهندس الديكور - وليد بجة: كاستينج |

| أيقونة بذرة | هذه بذرة مقالة عن السينما بحاجة للتوسيع. فضلًا شارك في تحريرها. |